# Marian Mokwa
Marian Mokwa (* 9. April 1889 im Dorf Malary, heute ein Ortsteil von Borsk und Teil der Landgemeinde Karsin (deutsch:  Karschin); † 15. Juni 1987 in Sopot) war Maler, Reisender und polnischer Patriot.

## Leben
Der Künstler entstammt einer wohlhabenden kaschubischen Bauernfamilie. Seine Eltern waren Franciszek Mokwa und Paulina geb. Kuczkowski, zur Familie gehörten drei Brüder und zwei Schwestern. Die höhere Schulbildung erhielt er am Collegium Marianum (1901–1903) in Pelplin und am Gymnasium (1903–1906) in Preußisch Stargard, dort gehörte er einem geheimen Philomathenbund an.
Im Jahr 1906 besuchte er während eines Semesters die Kunstgewerbeschule in Nürnberg und anschließend die Königliche Akademie der Bildenden Künste in München. Von 1908 bis 1909 belegte er Kurse bei W. Schtiver und A. Vogl an der Königlichen Akademie der Künste in Berlin. Während dieser Zeit entstanden hauptsächlich Aquarelle.
Anschließend bereiste der Künstler Europa. Von 1911 bis 1914 lebte er in Konstantinopel und weitere Reisen führten in nach Jerusalem, Persien, Ägypten, Äthiopien, Indien, Tibet, in die Mongolei und den Kaukasus.
Als Militärmaler diente er im Ersten Weltkrieg in der preußischen Armee, nachdem er vor Kriegsausbruch bereits für die osmanische Armee tätig gewesen war.
Im Jahr 1918 ließ sich Mokwa in Zoppot (Sopot) nieder. Dort lebte er bis zu seinem Tod. Im Jahre 1922 heiratete er die polnische Violinistin Stefania Łukowicz, die er 1917 in Berlin kennengelernt hatte. Das Paar hatte zwei Söhne und zwei Töchter. Zusammen mit den Schwiegereltern bewohnte die Familie die Villa Aidelaide.
Bei Ausbruch des Zweiten Weltkrieges stand Mokwas Name auf den Listen der SS-Heimwehr. Bei der Suche nach dem Künstler wurde einer seiner Brüder in Kościerzyna (bis 1920: Berent) ermordet. Von weiteren Aktionen zur Vernichtung der kaschubischen Intelligenz blieb der Maler verschont. Jedoch musste die Künstlerfamilie in die Kellerräume der Villa ziehen und Heizungs- und Putzdienste für die deutschen Beamten leisten, die die oberen Stockwerke in Beschlag nahmen. Auch der Neubeginn im Jahre 1945 war schwierig, zuerst bezog der NKWD die Villa, auf ihn folgten polnische Dienste. Für eine gewisse Zeit malte Mokwa neue Straßenschilder für die Stadtverwaltung von Sopot. Unterstützung erhielt der Künstler durch die polnische Marine.

## Wirken
Mokwa gehört zu den populärsten Künstlern der polnischen Ostseeküste. In einer über achtzigjährigen Schaffensperiode entstanden mehr als 9.000 Ölgemälde, Aquarelle und tausende Zeichnungen. Zwar ist er als Marinemaler bekannt geworden, aber zu seinen Werken gehören auch Landschaften, etwa von seiner kaschubischen Heimat und der Tatra, Stadtansichten, Blumen, Porträts und historische Kriegsszenen.
Ab 1925 verlegte er drei Jahre lang die Kunst- und Literaturzeitschrift Fale (Wellen), die er auch in den eigenen Kellerräumen druckte.
Im Jahr 1934 richtete der Künstler eine nationale maritime Galerie in Gdynia (Gdingen) ein, die Galerię Morską. Hier stellten viele polnischer Marinemaler ihre Werke aus, Mokwas Beitrag war ein historischer Zyklus von 44 Gemälden mit dem Titel „Apoteoza Polski Morskiej“ („Verherrlichung des polnischen Meeres“). Die Galerie wurde im ganzen Land bekannt und sollte Keimzelle eines Kunstzentrums mit Konzerthalle, Theater und Kino werden. In der Zeit zwischen den Kriegen war Mokwa auch Mitglied der Jury des kaschubischen Kulturpreises „Bursztynowe drzewo“ (Bernsteinbaum).
Nach der Einnahme Gdingens wurden am 14. September 1939 alle Werke des Künstlers mit Absicht verbrannt, der Verantwortliche war der Generalmajor Carl von Tiedemann. Die Galerie hatte als „Schmiede des Polentums“ gegolten. Nach dem Krieg wurde Mokwa als „Kapitalist“ enteignet und das Galeriegebäude, das er zuvor noch renoviert hatte, durch die Volksrepublik Polen verstaatlicht. Seine Erben erhielten das Haus im Jahre 1990 zurück. 1959 wurde er als einziger Pole zu einer Ausstellung britischer Marinemaler eingeladen.

## Ehrungen
Mokwas Geburtshaus in Malary und sein Wohnhaus in Sopot sind mit Gedenktafeln gekennzeichnet. In der Stadt Gdańsk (Danzig) ist das Gymnasium „XIX Liceum Ogólnoksztalcacego“ nach dem Maler benannt. Im Jahr 1979 wurde der Künstler zum Ehrenbürger von Sopot ernannt, auch eine Straße trägt hier seinen Namen.

## Werke (Auswahl)
- Apoteoza Polski Morskiej (Verherrlichung des Polnischen Meeres), Bilderzyklus, 1939 vernichtet
- Żuraw Gdański (Danziger Krantor), 1939 vernichtet